# Championnats du Pérou de cyclisme sur route
Les championnats du Pérou de cyclisme sur route sont organisés tous les ans.

## Hommes

### Podiums de la course en ligne
| Année | Vainqueur                          | Deuxième                           | Troisième                          |                                    |
| ----- | ---------------------------------- | ---------------------------------- | ---------------------------------- | ---------------------------------- |
| 1999  | Alan Huachamber                    | Jorge Reynoso                      | Alfredo Mondejar                   |                                    |
| 2000  | Alfredo Reynoso                    | Christian Castro                   | Norman Peña                        |                                    |
| 2001  | Cristhian Arias                    | Jimmy Fernández                    | Alfredo Reynoso                    |                                    |
| 2002  | Alfredo Reynoso                    | Raúl Rodríguez                     | Gustavo Ríos                       |                                    |
| 2003  | Percy Oscco                        | Gustavo Ríos                       | Jorge Reynoso                      |                                    |
| 2004  | Pas organisé ou résultats inconnus | Pas organisé ou résultats inconnus | Pas organisé ou résultats inconnus | Pas organisé ou résultats inconnus |
| 2005  | José Valverde                      | Gustavo Ríos                       | Jhon Cunto                         |                                    |
| 2006  | Leonardo Choque                    | Fernando Sabogal                   | Hugo Mochica                       |                                    |
| 2007  | Jorge Bustamente                   | Ever Galindo                       | José Valverde                      |                                    |
| 2008  | Hugo Mochica                       | Ronald Luza                        | Erick Zapana                       |                                    |
| 2009  | Silvio Ancco                       | Victor Anco                        | Jhon Cunto                         |                                    |
| 2010  | Jorge Quispe                       | Jhon Cunto                         | Silvio Ancco                       |                                    |
| 2011  | Jesús Nakada                       | Ever Merino                        | Ronald Luza                        |                                    |
| 2012  | César Mucha                        | Erik Mendoza                       | Urbano Ordóñez                     |                                    |
| 2013  | César Mucha                        | Herbert Chávez                     | Erik Mendoza                       |                                    |
| 2014  | Herbert Chávez                     | Ronald Luza                        | Andy Limaylla                      |                                    |
| 2015, | Herbert Chávez                     | Ronald Luza                        | Alejandro Muñoz                    |                                    |
| 2016  | Alonso Gamero                      | César Mucha                        | Andy Limaylla                      |                                    |
| 2017  | Alonso Gamero                      | Alain Quispe                       | Andy Limaylla                      |                                    |
| 2018  | Alonso Gamero                      | Royner Navarro                     | Alain Quispe                       |                                    |
| 2019  | Royner Navarro                     | Alain Quispe                       | Robinson Ruiz                      |                                    |
| 2020  | Pas organisé                       | Pas organisé                       | Pas organisé                       | Pas organisé                       |
| 2021  | Robinson Ruiz                      | Alain Quispe                       | Royner Navarro                     |                                    |
| 2022  | Royner Navarro                     | Arquimidis Atencio                 | Álvaro Camacllanqui                |                                    |
| 2023  | Robinson Ruiz                      | Frank Farfán                       | Alain Quispe                       |                                    |
| 2024  | Bill Toscano                       | Arquímedes Atencio                 | Alexander Urbina                   |                                    |
| 2025  | Bill Toscano                       | Arquímedes Atencio                 | Alexander Urbina                   |                                    |

Multi-titrés
- 3 : Alonso Gamero
- 2 : Bill Toscano, Royner Navarro, Alfredo Reynoso, Herbert Chávez, César Mucha

### Podiums du contre-la-montre
| Année     | Vainqueur                          | Deuxième                           | Troisième                          |                                    |
| --------- | ---------------------------------- | ---------------------------------- | ---------------------------------- | ---------------------------------- |
| 1999      | Alfredo Mondejar                   | Alfredo Reynoso                    | Saúl Arana                         |                                    |
| 2000      | Christian Castro                   | Alfredo Reynoso                    | Norman Peña                        |                                    |
| 2001      | Cristhian Arias                    | Erick Alba                         | Christian Arias                    |                                    |
| 2002      | Cristhian Arias                    | Alfredo Reynoso                    | Raúl Rodríguez                     |                                    |
| 2003      | Patricio Meléndez                  | Alfredo Reynoso                    | Gustavo Ríos                       |                                    |
| 2004      | Pas organisé ou résultats inconnus | Pas organisé ou résultats inconnus | Pas organisé ou résultats inconnus | Pas organisé ou résultats inconnus |
| 2005      | Gustavo Ríos                       | Luis Léon Sternberg                | Jhon Cunto                         |                                    |
| 2006      | Gustavo Ríos                       | Jorge Bustamente                   | Fernando Sabogal                   |                                    |
| 2007      | Ever Galindo                       | Jorge Bustamente                   | José Valverde                      |                                    |
| 2008      | Hugo Mochica                       | Ever Galindo                       | Fredy Juaquin                      |                                    |
| 2009      | Jhon Cunto                         | Eduardo Schiantarelli              | Mario Suito                        |                                    |
| 2010      | Jhon Cunto                         | Eduardo Schiantarelli              | Luis Léon Sternberg                |                                    |
| 2011      | Eduardo Schiantarelli              | Luis Fuster                        | Jhon Cunto                         |                                    |
| 2012      | Jhon Cunto                         | Erik Mendoza                       | Ever Merino                        |                                    |
| 2013      | Erik Mendoza                       | Andy Limaylla                      | Ever Merino                        |                                    |
| 2014      | Andy Limaylla                      | Jhon Cuto                          | Pedro Yaya                         |                                    |
| 2015      | Alejandro Muñoz                    | Andy Limaylla                      |                                    |                                    |
| 2016      | Alejandro Muñoz                    | Andy Limaylla                      | Ronald Luza                        |                                    |
| 2017      | Alonso Gamero                      | Alejandro Muñoz                    | Andy Limaylla                      |                                    |
| 2018-2020 | Non attribué                       | Non attribué                       | Non attribué                       | Non attribué                       |
| 2021      | Robinson Ruiz                      | Alain Quispe                       | Jhon Lozada                        |                                    |
| 2022      | Royner Navarro                     | Arquimidis Atencio                 | Frank Farfán                       |                                    |
| 2023      | Alain Quispe                       | Álvaro Camacllanqui                | Robinson Ruiz                      |                                    |
| 2024      | Bill Toscano                       | Robinson Ruiz                      | Alain Quispe                       |                                    |
| 2025      | Robinson Ruiz                      | Alain Quispe                       | Bill Toscano                       |                                    |

Multi-titrés
- 3 : Jhon Cunto
- 2 : Robinson Ruiz, Alejandro Muñoz, Gustavo Ríos, Christian Arias

## Femmes

### Podiums de la course en ligne
| Année | Vainqueur                | Deuxième                 | Troisième            |
| ----- | ------------------------ | ------------------------ | -------------------- |
| 2000  | Patricia Woyke           | Milka Milic              | Jennifer Rupay       |
| 2001  | Patricia Woyke           | Milka Milic              | Giuliana Fatule      |
| 2002  | Patricia Woyke           | Milka Milic              | Giuliana Fatule      |
| 2003  | Giuliana Fatule          | Milka Milic              | Julissa Camargo      |
| 2008  | Daysi Sulca              | Carmen Sullca            | Rocio Arapa          |
| 2009  | Maria del Pilar Avendaño |                          |                      |
| 2010  | Cinthya Dávila           | Maria del Pilar Avendaño | Melina Vieyra        |
| 2011  | Samantha Molina          | Lorena Imaña Diaz        | Mónica Chávez Rivera |
| 2013  | Nancy Chávez             | Noemi Yucra Ñaupa        | Delia López          |
| 2014  | Delia López              | Noemi Yucra Ñaupa        | Cinthya Dávila       |
| 2015  | Lorena Imaña Diaz        | Clara Baquerizo          | Delia López          |
| 2016  | Luddy Fernandez          | Monica Velasquez         | Laura Medrano        |
| 2017  | Angie Paulett            | Luddy Fernandez          | Romina Medrano       |
| 2018  | Angie Paulett            | Cinthya Dávila           | Samantha Molina      |
| 2021  |                          |                          |                      |
| 2022  | Cinthya Dávila           | Mariana Rojas            | Laura Medrano        |
| 2023  |                          |                          |                      |
| 2024  |                          |                          |                      |

### Podiums du contre-la-montre
| Année | Vainqueur                | Deuxième        | Troisième             |
| ----- | ------------------------ | --------------- | --------------------- |
| 2000  | Patricia Woyke           | Milka Milic     | Jennifer Rupay        |
| 2001  | Milka Milic              | Patricia Woyke  | Giuliana Fatule       |
| 2002  | Patricia Woyke           | Milka Milic     | Giuliana Fatule       |
| 2008  | Daysi Sulca              | Carmen Sullca   | Rocio Arapa           |
| 2009  | Maria del Pilar Avendaño | Jessica Perez   |                       |
| 2010  | Maria del Pilar Avendaño | Cinthya Dávila  | Melina Vieyra         |
| 2011  | Melina Vieyra            | Monica Chávez   | Maria Eugenia Herrera |
| 2013  | Nancy Chávez             | Delia López     | Ghillma Bendezu       |
| 2014  | Noemi Yucra Ñaupa        | Delia López     | Carol Cordero         |
| 2016  | Romina Medrano           | Luddy Fernandez | Ángela Ramírez        |
| 2017  | Romina Medrano           | Angie Paulett   | Luddy Fernandez       |
| 2021  | Mariana Rojas            | Romina Medrano  | Estephany Valdivia    |
| 2022  | Mariana Rojas            | Laura Medrano   | Cinthya Dávila        |
| 2023  |                          |                 |                       |
| 2024  |                          |                 |                       |

## Espoirs Hommes

### Podiums de la course en ligne
| Année | Vainqueur        | Deuxième             | Troisième          |              |
| ----- | ---------------- | -------------------- | ------------------ | ------------ |
| 2008  | Sergio Sarate    | Fernando Torres      | Víctor Huillca     |              |
| 2009  | Grover Ventura   | Juan Manuel Guardado | Eduardo Noriega    |              |
| 2010  | Cristhian Cruz   | Urbano Ordóñez       | Henry Dulanto      |              |
| 2011  | Erik Mendoza     | José Chambi          | Winder Ttica       |              |
| 2012  | Royner Navarro   | Edson Ramírez        | Arquimedes Atencio |              |
| 2013  | Alain Quispe     | Alonso Gamero        | Royner Navarro     |              |
| 2014  | Alonso Gamero    | Alain Quispe         | Renato Tapia       |              |
| 2015  | Alain Quispe     | Hugo Ruiz            | César Gárate       |              |
| 2016  | César Gárate     | Álvaro Simón         | André Téllez       |              |
| 2017  | André Gonzales   | César Gárate         | Álvaro Simón       |              |
| 2018  | André Gonzales   | César Gárate         | Robinson Ruiz      |              |
| 2019  | Robinson Ruiz    | Juan Huamán          | Julio Sandoval     |              |
| 2020  | Pas organisé     | Pas organisé         | Pas organisé       | Pas organisé |
| 2021  | Bill Toscano     |                      |                    |              |
| 2022  | Yosep Bonilla    | Bill Toscano         |                    |              |
| 2023  | Gonzalo Olivos   | Bill Toscano         | Gonzalo Arévalo    |              |
| 2024  | Charles Gonzales | Braulio Pontecil     | Jorge Núñez        |              |
| 2025  | Sergio Farfán    | Charles Gonzales     | José Daniel Varea  |              |

Multi-titrés
- 2 : Alain Quispe, André Gonzales

### Podiums du contre-la-montre
| Année     | Vainqueur         | Deuxième             | Troisième          |              |
| --------- | ----------------- | -------------------- | ------------------ | ------------ |
| 2008      | Fernando Flores   | Sergio Sarate        | Víctor Huillca     |              |
| 2009      | Grover Ventura    | Juan Manuel Guardado | Andy Limaylla      |              |
| 2010      | Jean Zapana       | Andy Limaylla        | Urbano Ordóñez     |              |
| 2011      | Andy Limaylla     | Winder Ttica         | Erik Mendoza       |              |
| 2012      | Andy Limaylla     | Royner Navarro       | Arquimides Atencio |              |
| 2013      | Royner Navarro    | Alonso Gamero        | Alain Quispe       |              |
| 2014      | Alonso Gamero     | Alain Quispe         | André Téllez       |              |
| 2015      | César Gárate      | Hugo Ruiz            | André Téllez       |              |
| 2016      | César Gárate      | André Téllez         | Jhon Fredy Lozada  |              |
| 2017      | André Gonzales    | Jhon Fredy Lozada    | Álvaro Simón       |              |
| 2018-2020 | Non attribué      | Non attribué         | Non attribué       | Non attribué |
| 2021      | Maximiliano Coila | Bill Toscano         | Pierre Tupayachi   |              |
| 2022,     | Bill Toscano      | Yoseb Bonilla        |                    |              |
| 2023      | Bill Toscano      | Gonzalo Arévalo      | Gonzalo Olivos     |              |
| 2024      | Luis Olivos       | Charles Gonzales     | Jorge Núñez        |              |
| 2025      | Charles Gonzales  | Jorge Núñez          | José Daniel Varea  |              |

Multi-titrés
- 2 : Andy Limaylla, César Gárate

## Espoirs Femmes

### Podiums de la course en ligne
| Année | Vainqueur        | Deuxième       | Troisième         |
| ----- | ---------------- | -------------- | ----------------- |
| 2018  | Angie Bustamante | Ludy Fernández | Fiorella Valverde |

## Juniors Hommes

### Podiums de la course en ligne
| Année     | Vainqueur          | Deuxième           | Troisième          |                    |
| --------- | ------------------ | ------------------ | ------------------ | ------------------ |
| 2002      | Juan José Álvarez  | Raúl Rodríguez     | Gustavo Ríos       |                    |
| 2003      | Juan Pablo Paredes | Jorge Quispe       | Omar Ticona        |                    |
| 2004-2007 | Résultats inconnus | Résultats inconnus | Résultats inconnus | Résultats inconnus |
| 2008      | Jean Zapana        | Jimmer Reyes       | Kenhy Huaman       |                    |
| 2009      | Leonidas Paucar    | Roger Vargas       | William Cusi       |                    |
| 2010      | Royner Navarro     | Alonso Gamero      | Edger Huerta       |                    |
| 2011      | Alain Quispe       | Rodrigo Díaz       | Arquimidis Atencio |                    |
| 2012      | Alain Quispe       | Rodrigo Díaz       | César Gárate       |                    |
| 2013      | Renato Tapia       | César Gárate       | Johan Chacón       |                    |
| 2015      | André Gonzales     | Álvaro Simón       | Robinson Ruiz      |                    |
| 2017      | Henry Benito       | Emerson Benito     | Jeremy Mateo       |                    |
| 2018      | Jeremy Mateo       | Bryan Gonzales     | Bill Toscano       |                    |
| 2019      | Franco Zapata      | Bill Toscano       | Diego Yerena       |                    |
| 2020      | Pas organisé       | Pas organisé       | Pas organisé       | Pas organisé       |
| 2021      | Axel Castro        | Emerson Gala       | José Luis Colca    |                    |
| 2022      | Axel Castro        | Jorge Rojas        | Jeremy Pacheco     |                    |

Multi-titrés
- 2 : Alain Quispe, Axel Castro

### Podiums du contre-la-montre
| Année     | Vainqueur          | Deuxième           | Troisième          |                    |
| --------- | ------------------ | ------------------ | ------------------ | ------------------ |
| 2002      | Patricio Meléndez  | Hossmell Quispe    | Juan Pablo Paredes |                    |
| 2003      | Jorge Quispe       | Juan Álvarez       |                    |                    |
| 2004-2007 | Résultats inconnus | Résultats inconnus | Résultats inconnus | Résultats inconnus |
| 2008      | Jean Zapana        | Kenhy Huaman       | Raúl Apaza         |                    |
| 2009      | Leonidas Paucar    | Javier Huamán      | José Chambi        |                    |
| 2010      | Alonso Gamero      | José Chambi        | Royner Navarro     |                    |
| 2011      | Alain Quispe       | Arquimidis Atencio | Rodrigo Díaz       |                    |
| 2012      | César Gárate       | Alain Quispe       | Renato Tapia       |                    |
| 2013      | César Gárate       | Antonio Rastegorac | Johan Chacón       |                    |
| 2017      | Henry Benito       | Mitoc Escalante    | Edison Benito      |                    |
| 2018      | Bill Toscano       | Smith Inga         | Óscar Mendoza      |                    |
| 2019      | Bill Toscano       | Aldair Condori     | Maximiliano Coila  |                    |
| 2020      | Pas organisé       | Pas organisé       | Pas organisé       | Pas organisé       |
| 2021      | Axel Castro        | Emerson Gala       | Charles Gonzales   |                    |
| 2022      | Axel Castro        | Arturo Cahuana     | Yushiro Lozano     |                    |

Multi-titrés
- 2 : César Gárate, Bill Toscano, Axel Castro

## Juniors Femmes

### Podiums de la course en ligne
| Année | Vainqueur          | Deuxième         | Troisième      |
| ----- | ------------------ | ---------------- | -------------- |
| 2010  | Samantha Molina    | Sandra Arquiñigo |                |
| 2013  | Delia López        | Anahel Bendezú   | Isabel Arenas  |
| 2018  | Esthepany Valdivia | Romina Medrano   | Gisselle Nieto |

### Podiums du contre-la-montre
| Année | Vainqueur          | Deuxième         | Troisième      |
| ----- | ------------------ | ---------------- | -------------- |
| 2010  | Samantha Molina    | Sandra Arquiñigo |                |
| 2013  | Delia López        | Anahel Bendezú   | Isabel Arenas  |
| 2018  | Esthepany Valdivia | Romina Medrano   | Gisselle Nieto |